# 宮崎市立宮崎中学校
宮崎市立宮崎中学校（みやざきしりつみやざきちゅうがっこう）は、宮崎県宮崎市にある公立中学校。

## 沿革
- 1955年4月1日 - 宮崎市立宮崎東中学校の分校として開校。
- 1955年6月2日 - 現在地に移転。
- 1956年6月1日 - 学校独立認可により、宮崎市立宮崎中学校設立。
- 1956年6月11日 - 校章制定。
- 1958年3月1日 - 校歌制定。
- 1966年9月25日 - プール落成。
- 1995年4月10日 - 学校給食開始。

## 概要
- 生徒数543名
- 学級数17個（通常学級15、特別支援学級2）
- 職員数30名

（2009年4月1日現在）

## 学区
- 宮崎小学校区の一部
- 潮見小学校区
- 宮崎港小学校区の一部

## 交通
（生徒の通学は基本的に徒歩である）
- 宮崎交通バス「宮中前」から、徒歩で1分。

## 生徒会活動・部活動など
- 部活動

| - バスケットボール男子 - バスケットボール女子 - バレーボール男子 - ラグビー部 - 陸上競技 - サッカー - 軟式野球 - 水泳 - 弓道 | - 卓球 - バドミントン - ソフトテニス男子 - ソフトテニス女子 - 硬式テニス | - 柔道 - 空手道 - 吹奏楽 - 美術 |

## 著名な関係者

### 出身者
- 大城蘭(琉球放送アナウンサー)
- 小渕健太郎(ミュージシャン)